# Estyle.com Classic 2001
Estyle.com Classic 2001 — жіночий тенісний турнір, що проходив на відкритих кортах з твердим покриттям у Лос-Анджелесі (США). Проходив у рамках Туру WTA 2001. Відбувсь удвадцятьвосьме і тривав з 6 до 12 серпня 2001 року. Друга сіяна Ліндсі Девенпорт здобула титул в одиночному розряді й отримала 90 тис. доларів США.

## Фінальна частина

### Одиночний розряд
Ліндсі Девенпорт —  Моніка Селеш, 6–3, 7–5

### Парний розряд
Кімберлі По-Мессерлі /  Наталі Тозья —  Ніколь Арендт /  Кароліна Віс, 6–3, 7–5